# Hebatallah Serry
Hebatallah Serry, née le 12 novembre 1998 en Égypte, est une gymnaste artistique marocaine.

## Carrière
Aux Championnats d'Afrique de gymnastique artistique 2014, Hebatallah Serry est médaillée de bronze par équipes.